# 匹氨西林
匹氨西林（英語：Pivampicillin）是氨苄青霉素的叔戊酰氧甲酯。它是一种前体药物，由于与氨苄青霉素相比具有更高的亲脂性，因此被认为可以提高氨苄青霉素的口服生物利用度。

## 不利影响
人体分解时会释放叔戊酸的前体药物（如匹氨西林、匹美西林和头孢妥仑匹酯）早就被认为会消耗肉碱。这种作用不是由于药物本身，而是由于叔戊酸盐，叔戊酸盐主要通过与肉碱形成结合物而从体内清除。虽然短期使用这些药物会导致血液中肉碱水平显着下降，但不太可能具有临床意义；但是，不建议长期使用。

## 合法性
在全球范围内，匹氨西林仅在丹麦售卖，PharmaCoDane以Pondocillin®出售，利奥制药以Miraxid®出售。